# Robert George Howe
Sir Robert George Howe, GBE, KCMG (Derby, Anglaterra, 19 de setembre de 1893, mort 22 de juny de 1981) FOU un diplomàtic Britànic que va exercir com a governador general del Sudan Angloegipci de 1947 a 1954.

## Educació
Howe fou educat a l'escola de Derby i al Col·legi de Santa Catarina a Cambridge.

## Carrera
Fou secreetari a l'ambaixada britànica a Copenhague, tercer secretari el 1920 i segon secretari tot seguit (1920-1922), passant el 1922 amb el mateix càrrec a l'ambaixada a Belgrad fins al 1924, i després a Rio de Janeiro fins al 1926; en aquest destí fou ascendit a primer secretari que va ocupar breument, passant llavors a Bucarest (1926-1929). Va estar al Foreign Office de 1930 a 1934 quan fou designat conseller interí a Pequín (1934-1936) i després conseller titular (1936). El 1940 fou designat ministre a Riga (1940-1942) i a Addis Abeba (1942-1945). Al final de la guerra fou ajudant del sub-secretari d'Estat del Foreign Office i el 8 d'abril de 1947 fou nomenat governador general del Sudan, posició que va exercir durant el període previ a la independència, fins al 29 de març de 1954. Llavors es va retirar del servei diplomàtic (1955) i fou Jutge de Pau de Cornualla (Cornwall) de 1955 a 1968.

## Família
El 1919, Howe es va casar amb Loveday Mary Hext (que va morir el 1970), i van tenir un fill.

## Honors
- Company de l'Orde de Sant Miquel i Sant Jordi, 1937
- Cavaller Comandant de l'l'Orde de Sant Miquel i Sant Jordi, 1947
- Cavaller amb Gran Creu de l'Orde de l'Imperi Britànic, 1949